# Reinhard Bein
Reinhard Bein (* 1941 in Guben) ist ein deutscher Historiker, Gymnasiallehrer und Sachbuchautor. Sein Spezialgebiet ist die Geschichte der Juden in Stadt und Land Braunschweig.

## Leben
Reinhard Bein schloss 1961 das Kranich-Gymnasium Salzgitter mit dem Abitur ab. Er studierte an der Georg-August-Universität Göttingen und war seit 1967 Lehrer an einer Realschule in Helmstedt. Anschließend absolvierte er ein Aufbaustudium an der Technischen Universität Braunschweig, das er mit dem Staatsexamen für das Lehramt an Gymnasien abschloss. Von 1975 bis 2005 war er Lehrer für Deutsch und Geschichte am Braunschweiger Gymnasium Neue Oberschule.
Reinhard Bein war 1985 Mitgründer des Braunschweiger Arbeitskreises Andere Geschichte und war dessen Vorsitzender.

## Publikationen (teilweise als Herausgeber)
- Widerstand im Nationalsozialismus. Braunschweig 1930 bis 1945. Braunschweig 1985.
- Juden in Braunschweig 1900–1945. 2. Auflage. Braunschweig 1988.
- Zeitzeugen aus Stein. Band 2. Braunschweig und seine Juden. Braunschweig 1996, ISBN 3-925268-18-9.
- Ewiges Haus – jüdische Friedhöfe in Stadt und Land Braunschweig. Döringdruck, Braunschweig 2004, ISBN 3-925268-24-3.
- Zeitzeichen. Stadt und Land Braunschweig 1930–1945. Braunschweig 2000, ISBN 3-925268-21-9.
- Sie lebten in Braunschweig. Biografische Notizen zu den in Braunschweig bestatteten Juden (1797 bis 1983) (= Mitteilungen aus dem Stadtarchiv Braunschweig, Nr. 1). Döring Druck, Braunschweig 2009, ISBN 978-3-925268-30-4.
- als Herausgeber mit Ernst-August Roloff: Der Löwe unterm Hakenkreuz. Reiseführer durch Braunschweig 1930–1945. MatrixMedia, Göttingen 2010, ISBN 978-3-932313-36-3.
- Hitlers Braunschweiger Personal. döringDRUCK, Braunschweig 2017, ISBN 978-3-925268-56-4.
- Braunschweiger Frauen in ihrer Zeit. döringDRUCK, Braunschweig 2018, ISBN 978-3-925268-60-1.

Darüber hinaus hat Reinhard Bein zahlreiche Aufsätze in Fachzeitschriften veröffentlicht und an Publikationen zur Landesgeschichte mitgearbeitet.